# Bradwell (Derbyshire)
Pour les articles homonymes, voir Bradwell.
Bradwell est une paroisse civile et un village du Derbyshire, en Angleterre.